# Sash!
Sash! vagy SASH! egy német DJ csapat, melyet Sascha Lappessen (1970. június 10. –), Ralf Kappmeier és Thomas "Alisson" Lüdke alapított. Több mint 22 millió albumot adtak el világszerte, és több mint 65 arany és platina státuszt kaptak. Az Egyesült Királyságban négy különböző nyelven énekeltek. (Francia, spanyol, olasz, és angol).

## Zenei karrier

### 1995 - 1997 It's My Life - The Album
A csapat 1995-ben alakult, de a három tag már együtt dolgozott az előző évben is, és Careca néven "indie rave" stílusú zenét játszottak. 1996-ban megjelent Sash! égisze alatt az első kislemez az It's My Life című, majd 1997-ben Sabine Ohmes vokáljával az Encore Une Fois című kislemez. A dal 2. helyezést ért el az angol kislemezlistán, valamint több európai országban Top 10-es sláger volt.
Ebben az évben megjelent az Ecuador és a Stay című dalok, melyek az angol kislemezlista 2. helyéig jutottak. 1998-ban megjelent a La Primavera című dal, mely az Egyesült Királyságban a 3. helyig jutott. A Mysterious Time a 2., a Move Mania a 8. helyig jutott, míg a Colour the World című dal, melyet Dr. Albannal közösen készítettek, a 15. helyig jutott.

### 1998 - 1999 Life Goes On
A csapat 2. stúdióalbuma, a Life Goes On 1998-ban jelent meg, melyről a La Primavera és a Mysterious Times lett sláger, és helyezést is elért.

### 2000 Trilenium és az Encore Une Fois - The Greatest Hits
2000 májusában megjelent a Trilenium című stúdióalbum, melyről 4. kislemez jelent meg. Köztük az Adelante, Just Around the Hill, With My Own Eyes, és a Together Again című dalok, majd 2000. október 30.-án megjelent a csapat válogatáslemeze.

### 2002 S4! SASH!
2002-ben megjelent a Ganbareh című dal, majd Boy George-val közösen a Run című kislemez jelent meg, az album megjelenése után. A harmadik kimásolt kislemez az albumról az I Believe című dal volt, melyben TJ Davis közreműködött.

### 2007 10th Anniversary - A válogatásalbum
A 10th Anniversary című album Sash! 6. albuma, mely egy válogatásalbum a korábban megjelent kislemezekkel, valamint korábban meg nem jelent dalokkal, és egy DVD-vel, mely az eddig megjelent videóklipeket tartalmazza. Meglepetésként az Ecuador című dal új változatát is hallhatjuk a lemezen.

### 2008 The Best Of
A 2008-ban megjelent The Best Of az elmúlt 15 év slágereit tartalmazza, valamint két eddig meg nem jelent dalt is, valamint ezen a lemezen hallható először a Raindrops című dal, mely az angol kislemezlistán a 9. helyen végzett.

## Diszkográfia

### Stúdióalbumok
| Cím                                                                   | Album album megjelenés                                                                         | Legmagasabb slágerlistás helyezés | Legmagasabb slágerlistás helyezés | Legmagasabb slágerlistás helyezés | Legmagasabb slágerlistás helyezés | Legmagasabb slágerlistás helyezés | Legmagasabb slágerlistás helyezés | Legmagasabb slágerlistás helyezés | Legmagasabb slágerlistás helyezés | Legmagasabb slágerlistás helyezés | Legmagasabb slágerlistás helyezés | Díjak, jelölések |
| Cím                                                                   | Album album megjelenés                                                                         | GER                               | AUS                               | FIN                               | FRA                               | NLD                               | NZ                                | NOR                               | SWE                               | SWI                               | UK                                | Díjak, jelölések |
| --------------------------------------------------------------------- | ---------------------------------------------------------------------------------------------- | --------------------------------- | --------------------------------- | --------------------------------- | --------------------------------- | --------------------------------- | --------------------------------- | --------------------------------- | --------------------------------- | --------------------------------- | --------------------------------- | ---------------- |
| It's My Life – The Album                                              | - Megjelent: 1997. augusztus 25. - Kiadó: PolyGram - Formátum: LP, CD, MC                      | 38                                | 82                                | 4                                 | —                                 | 32                                | 11                                | 19                                | 12                                | 37                                | 6                                 | - UK: Platina    |
| Life Goes On                                                          | - Megjelent: 1998. augusztus 17. - Kiadó: PolyGram - Formátum: LP, CD, MC                      | 31                                | 35                                | 8                                 | —                                 | 24                                | 12                                | 5                                 | 11                                | 37                                | 5                                 | - UK: Arany      |
| Trilenium                                                             | - Megjelent: 2000. május 22. - Kiadó: Edel - Formátum: CD, MC                                  | 43                                | 18                                | 9                                 | 73                                | —                                 | 24                                | 18                                | 14                                | 43                                | 13                                |                  |
| S4!Sash!                                                              | - Megjelent: 2002. november 11. - Kiadó: Redbeat - Formátum: LP, CD, MC                        | —                                 | —                                 | —                                 | —                                 | —                                 | —                                 | —                                 | —                                 | —                                 | —                                 |                  |
| Life Is a Beach                                                       | - Megjelent: 2012. augusztus 31. - Kiadó: Tokapi Recordings - Formátum: CD, Digitális letöltés | —                                 | —                                 | —                                 | —                                 | —                                 | —                                 | —                                 | —                                 | —                                 | —                                 |                  |
| Life Changes                                                          | - Megjelent: 2013. november 8. - Kiadó: Tokapi Recordings - Formátum: CD, Digitális letöltés   | —                                 | —                                 | —                                 | —                                 | —                                 | —                                 | —                                 | —                                 | —                                 | —                                 |                  |
| "—" nem volt slágerlistás helyezés, vagy nem jelent meg az országban. |                                                                                                |                                   |                                   |                                   |                                   |                                   |                                   |                                   |                                   |                                   |                                   |                  |

### Válogatás lemezek
| Encore Une Fois – The Greatest Hits                                   | - Megjelent: 2000. október 30. - Kiadó: Multiply - Formátum: CD, MC     | 62 | 63 | 29 | 38 | 33 |
| 10th Anniversary                                                      | - Megjelent: 2007. február 12. - Kiadó: Multiply - Formátum: CD, MC, LP | —  | —  | —  | —  | —  |
| The Best Of                                                           | - Megjelent: 2008. október - Kiadó: Hard2Beat - Formátum: CD, MC        | —  | —  | —  | —  | 9  |
| "—" nem volt slágerlistás helyezés, vagy nem jelent meg az országban. |                                                                         |    |    |    |    |    |

### Kislemezek
| Dal                                                  | Év   | Legmagasabb slágerlistás helyezés | Legmagasabb slágerlistás helyezés | Legmagasabb slágerlistás helyezés | Legmagasabb slágerlistás helyezés | Legmagasabb slágerlistás helyezés | Legmagasabb slágerlistás helyezés | Legmagasabb slágerlistás helyezés | Legmagasabb slágerlistás helyezés | Legmagasabb slágerlistás helyezés | Legmagasabb slágerlistás helyezés | Díjak, jelölés                        | Album                    |
| Dal                                                  | Év   | GER                               | AUS                               | FIN                               | FRA                               | IRE                               | NLD                               | NOR                               | SWE                               | SWI                               | UK                                | Díjak, jelölés                        | Album                    |
| ---------------------------------------------------- | ---- | --------------------------------- | --------------------------------- | --------------------------------- | --------------------------------- | --------------------------------- | --------------------------------- | --------------------------------- | --------------------------------- | --------------------------------- | --------------------------------- | ------------------------------------- | ------------------------ |
| "It's My Life"                                       | 1996 | 38                                | —                                 | —                                 | —                                 | —                                 | —                                 | —                                 | —                                 | —                                 | —                                 |                                       | It's My Life – The Album |
| "Encore Une Fois" (featuring Sabine Ohmes)           | 1997 | 16                                | 35                                | 5                                 | 7                                 | 1                                 | 14                                | 4                                 | 6                                 | 13                                | 2                                 | - FRA: Ezüst - UK: Platina            | It's My Life – The Album |
| "Ecuador" (featuring Rodriguez)                      | 1997 | 7                                 | 52                                | 3                                 | 12                                | 4                                 | 8                                 | 4                                 | 4                                 | 8                                 | 2                                 | - FRA: Ezüst - SWE: Arany - UK: Arany | It's My Life – The Album |
| "Stay" (featuring La Trec)                           | 1997 | 12                                | 24                                | 6                                 | 23                                | 6                                 | 9                                 | 3                                 | 12                                | 19                                | 2                                 | - NOR: Arany - UK: Arany              | It's My Life – The Album |
| "La Primavera"                                       | 1998 | 13                                | 36                                | 2                                 | 15                                | 5                                 | 22                                | 2                                 | 10                                | 15                                | 3                                 | - SWE: Arany - UK: Ezüst              | Life Goes On             |
| "Mysterious Times" (featuring Tina Cousins)          | 1998 | 17                                | 62                                | 8                                 | 16                                | 11                                | 17                                | 5                                 | 17                                | 23                                | 2                                 | - FRA: Ezüst - SWE: Arany - UK: Ezüst | Life Goes On             |
| "Move Mania" (featuring Shannon)                     | 1998 | 56                                | —                                 | 10                                | 61                                | 15                                | 40                                | —                                 | 33                                | —                                 | 8                                 |                                       | Life Goes On             |
| "Colour the World" (featuring Dr. Alban)             | 1999 | 39                                | —                                 | —                                 | 73                                | —                                 | 69                                | —                                 | 54                                | 39                                | 15                                |                                       | Life Goes On             |
| "Ma Baker" (vs. Boney M)                             | 1999 | 28                                | —                                 | 6                                 | —                                 | —                                 | 34                                | —                                 | 10                                | 21                                | —                                 |                                       | Nem album dal            |
| "Adelante" (featuring Peter Faulhammer & Rodriguez)  | 2000 | 17                                | 4                                 | —                                 | 37                                | 11                                | 49                                | 7                                 | 7                                 | 18                                | 2                                 | - AUS: Arany - SWE: Platina           | Trilenium                |
| "Just Around the Hill" (featuring Tina Cousins)      | 2000 | 64                                | 26                                | 16                                | 55                                | 30                                | 60                                | —                                 | 30                                | 51                                | 8                                 |                                       | Trilenium                |
| "With My Own Eyes" (featuring Inka Auhagen)          | 2000 | 46                                | 39                                | —                                 | —                                 | 28                                | —                                 | —                                 | 51                                | 82                                | 10                                |                                       | Trilenium                |
| "Together Again" (featuring Blå Øjne)                | 2000 | —                                 | —                                 | —                                 | —                                 | —                                 | —                                 | —                                 | —                                 | —                                 | —                                 |                                       | Trilenium                |
| "Ganbareh" (featuring Mikio)                         | 2002 | 43                                | 43                                | —                                 | —                                 | —                                 | —                                 | —                                 | —                                 | 94                                | —                                 |                                       | S4!Sash!                 |
| "Run" (featuring Boy George)                         | 2002 | 48                                | —                                 | —                                 | —                                 | —                                 | —                                 | —                                 | —                                 | 98                                | —                                 |                                       | S4!Sash!                 |
| "I Believe" (featuring TJ Davis)                     | 2002 | 67                                | 63                                | —                                 | —                                 | —                                 | —                                 | —                                 | —                                 | —                                 | —                                 |                                       | S4!Sash!                 |
| "Ecuador Reloaded" (featuring Rodriguez)             | 2007 | —                                 | —                                 | —                                 | —                                 | —                                 | —                                 | —                                 | —                                 | —                                 | 89                                |                                       | 10th Anniversary         |
| "Mysterious Times Reloaded" (featuring Tina Cousins) | 2007 | —                                 | —                                 | —                                 | —                                 | —                                 | —                                 | —                                 | —                                 | —                                 | 128                               |                                       | 10th Anniversary         |
| "Raindrops (Encore Une Fois)" (featuring Stunt)      | 2008 | 51                                | —                                 | —                                 | —                                 | 26                                | 49                                | —                                 | —                                 | —                                 | 9                                 |                                       | The Best Of              |
| "All Is Love" (featuring Jessy)                      | 2010 | —                                 | —                                 | —                                 | —                                 | —                                 | —                                 | —                                 | —                                 | —                                 | —                                 |                                       | Nem album dal            |
| "Mirror Mirror" (featuring Jean Pearl)               | 2011 | —                                 | —                                 | —                                 | —                                 | —                                 | —                                 | —                                 | —                                 | —                                 | —                                 |                                       | Nem album dal            |
| "What Is Life"                                       | 2012 | —                                 | —                                 | —                                 | —                                 | —                                 | —                                 | —                                 | —                                 | —                                 | —                                 |                                       | Life Is A Beach          |
| "The Secret" (featuring Sarah Brightman)             | 2013 | —                                 | —                                 | —                                 | —                                 | —                                 | —                                 | —                                 | —                                 | —                                 | —                                 |                                       | Life Is A Beach          |
| "Summer's Gone" (featuring Tony T.)                  | 2013 | —                                 | —                                 | —                                 | —                                 | —                                 | —                                 | —                                 | —                                 | —                                 | —                                 |                                       | Life Changes             |
| "Can't Change You" (featuring Plexihones)            | 2014 | —                                 | —                                 | —                                 | —                                 | —                                 | —                                 | —                                 | —                                 | —                                 | —                                 |                                       | Life Changes             |